# Lars Andersen
Lars Andersen, född 8 november 1964, är en dansk konstnär och bågskytt som specialiserar sig på trickskytte och experimentell arkeologi av historiskt bågskytte. Enligt han själv håller han världsrekordet för högst skjuthastighet i bågskytte med 10 pilar avlossade inom loppet av 4,9 sekunder och 3 pilar inom loppet av 0,6 sekunder.
Lars har även arbetat som bågskyttekonsult inom film.

## Experimentell arkeologi

### A new level of archery
Lars är särskilt känd för sitt arbete inom historiskt bågskytte i form av experimentell arkeologi, där han bland annat har framfört att en stor del av det historiska bågskyttet har avlossat pilar vilandes på tumsidan, snarare än yttersidan, då den senare är standard inom modernt bågskytte. Den påvisade anledningen att pil bör skjutas från yttersidan är att pilen blir lättare att rikta från hur den lämnar bågen, medan nackdel blir att laddning och tillbakadragning kräver två moment: laddning och nockning följt av nytt handgrepp och tillbakadragning, där skjutning från tumsidan istället möjliggör laddning och tillbakadragning i ett moment. År 2015 släppte Lars en youtubevideo kallad A new level of archery där han bland annat redovisade att skytte från tumsidan varit mycket vanligt historiskt och att nackdelen om att pilen blir svårare att rikta är en myt eftersom vem som helst kan lära sig kompensera bort det. Genom att skjuta från tumsidan och utföra laddning och tillbakadragning i ett moment kan pilar skjutas avsevärt snabbare varvid Lars bröt alla möjligen hastighetsrekord med principen.
A new level of archery blev snabbt världens mest sedda video om bågskytte och genererade över 54 miljoner visningar inom loppet av 5 år. Videon var mycket kort och överförenklade mycket fakta i syfte att föra poängen varvid Lars erhöll mycket kritik från omvärlden. Bland annat fick han kritik för sitt tillhandahållande att han skulle nyupptäckt de principer han förevisade. Två månader senare släppte en ny video där han besvarade frågor och avvärjde den kritik han fått om videon.
The Nerdist (ett nöjesföretag under Legendary Entertainment) beskrev Lars svarsvideo som följande:
| ” | Orsaken till upprördheten har gjort en video besvarande några av hans största kritiker och bevisar några av de teorier och metoder han lägger fram. Han gör också lite mea culpa gällande en del av redigeringen som får honom att se mer grym ut än han egentligen är. Han tar itu med anklagelser om att det inte skulle fungera att skjuta en pil på höger sida (tumsidan för högerhänta), att böckerna ”Arabiskt bågskytte” och ”Saracensk bågskytte” är de enda riktiga texterna om ämnet, och att han inte uppfann de metoder han beskriver, vilket han (i den efterföljande videon) villigt erkänner. | „ |
| – ”Danish Archer Lars Andersen Answers His Critics”. archive.nerdist.com. 16 april 2015. https://archive.nerdist.com/danish-archer-lars-andersen-answers-his-critics/. Läst 16 juni 2025. | |   |

I samarbete med andra kreatörer släpptes 5 år senare en 90 minuter lång video som ytterligare gick igenom och förklarade felen, kritiken och faktan i den ursprungliga videon.

### Comanchebågskytte
År 2021 släppte Lars en youtubevideo där han försökt återskapa comancheindianernas historiska bågskytte som gått förlorat sedan 1800-talet. Comancherna är bland annat kända för att ha skjutit mycket snabbt trots laddning på yttersidan, vilket är en av anledningarna till att revolvern introducerades i vilda västern, som ett sätt att kontra snabbskjutande comanchekrigare. Genom att hålla pilarna i båghanden lyckades Lars hitta en laddningsprincip som möjliggjorde skjuthastigheter som sammanföll med de historiska beskrivningarna av comancheskyttet.

### Spjutbåge
Den 13 juni 2025 släppte Lars en youtubevideo där han försökt återskapa folkvandringstida spjutbågar som funnits i danska våtmarker 1859 men som sedan gått förlorade i arkiven på grund av det Dansk-tyska kriget 1864 när de gömdes undan från tyska övermakten som hävdade de som krigsbyte. Lars lyckades återfinna en av dessa spjutbågar i det danska arkivet och skapade med hjälp av både danska och tyska arkeologer och en svartsmed kopior för olika tester vilka påvisade att vapnet var mycket funktionellt i de aktuella testen.
I videon, som är på engelska, använde Lars en AI-berättarröst, något som han använt tidigare för att undvika hans svårförståeliga danska brytning. Detta irriterade många tittare, varav Lars den 21 juni en drygt vecka senare släppte en reviderad video med sin egen röst som berättarröst, ersättande originalet som vid publiceringen gjordes privat och otillgänglig. Den nya videobeskrivningen lyder:
| ”                                                                          | Ibland klantar jag till det! Jag gjorde min nya spjutbågsvideo med en AI-röst – jag trodde att det skulle göra saker extra tydliga. Det visade sig… att det gjorde saker extra irriterande istället. Många snälla människor lät mig veta att det helt enkelt inte fungerade, och att de var trötta på AI-videor (och ärligt talat, jag håller med). Så – videon togs ner och är nu återfödd i den version du bad om: Med min egen "danliske" engelska, 100 % AI-fri, och ja – alla andra AI-element är också borta. Den här versionen är helt mänsklig. Min vän Jens har tillbringat flera dagar med att försöka få mig att prata förståelig engelska – och med sin heroiska insats (och min envisa accent) tog det bara en vecka att avsluta den här versionen. De bortglömda spjutbågarna är alldeles för spännande för att förstöras av robotröster och digitala konstigheter! | „ |
| – I discovered the forgotten Viking spear bows (2025-06-21), Lars Andersen | |   |

## Film
Lars expertis inom experimentellt historiskt bågskytte har givit honom arbete som konsult för bågskytte inom olika filmer.
Filmer
- 2018: Robin Hood – spelfilm[9]
- 2019: Valhall – spelfilm[9]
- 2021: Ragnarök – TV-serie[9]
- 2023: Nattvakten – Demons are Forever – spelfilm[9]

## Konst
Som målare har Lars Andersen examen från Skolen for Billedkunst och har varit privatelev under Otto Frello. Han är representerad på Det Nationalhistoriske Museum på Frederiksborgs slott, på Carl Nielsen-museet, Blicheregnens Museum 2000 (en del av Silkeborg Museum) och på Trapholt Kunstmuseum 2012–2013 samt på ett antal gallerier. Lars Andersen har skapat flera porträtt av den tidigare finansministern Mogens Lykketoft, fysikern Holger Bech Nielsen och Frederik X av Danmark.
Han har också skapat ett antal stora offentliga konstverk. Bland dessa finns en 10-metersversion av Nattvarden, som hängdes i Stefanskyrkan i Danmark. Denna målning utlöste en dispyt mellan präster där Köpenhamns biskop var inblandad.